# Tilgate
Tilgate è una circoscrizione amministrativa della città di Crawley nella contea del West Sussex in Inghilterra. È formata sia da case comunali che da case private. Confina con i distretti di Furnace Green a nord-est, di Southgate a nord-ovest e infine con la circoscrizione di Broadfield a sud-ovest.